# Fernando Ferreira Costa
Fernando Ferreira Costa (Santa Rita do Passa Quatro, 7 de setembro de 1950) é um médico hematologista brasileiro e Professor Titular da Universidade Estadual de Campinas (UNICAMP). Foi nomeado Reitor da Unicamp em 2009, tornando-se o décimo reitor na linha de sucessão de Zeferino Vaz.  É Membro da Academia Brasileira de Ciências e recebeu a Ordem Nacional do Mérito Científico - Classe Comendador em 2008.

## Vida Acadêmica
É graduado em Medicina pela Faculdade de Medicina de Ribeirão Preto da Universidade de São Paulo em 1974, Mestrado e Doutorado em Clínica Médica pela USP em 1979 e 1981 respectivamente, e pós-doutorado pela Yale University.
Foi Diretor da Faculdade de Ciências Médicas da UNICAMP no quadriênio 1994-1998. Foi reitor da UNICAMP de 2009 a 2013. Atualmente, é Professor Titular da Faculdade de Ciências Médicas da Unicamp.

## Atividade Profissional
As linhas de pesquisas são relacionadas a investigação das características clínicas e moleculares nas hemopatias, principalmente em doenças hereditárias dos glóbulos vermelhos. Tem mais de 400 artigos publicados em revistas indexadas e 17 capítulos de livro. Orientou 24 mestrados e 40 doutorados.
É membro da Academia Brasileira de Ciências desde 2001, sendo a organização mais respeitada sobre assuntos relacionados à Ciências Matemáticas, Ciências Físicas, Ciências Químicas, Ciências da Terra, Ciências Biológicas, Ciências Biomédicas, Ciências da Saúde, Ciências Agrárias, Ciências da Engenharia e Ciências Humanas.
Sócio do Colégio Brasileiro de Hematologia, da Associação Paulista de Medicina, Membro Internacional da American Society of Hematology, Sociedade Brasileira de Investigação Clínica, International Society of Hematology, Academia Paulista de Medicina, Academia de Ciências do Estado de São Paulo e da American Association for the Advancement of Science.
Atualmente, é Editor-Chefe da Hematology, Transfusion and Cell Therapy (antiga Revista Brasileira de Hematologia e Hemoterapia), publicação científica trimestral da Associação Brasileira de Hematologia, Hemoterapia e Terapia Celular (ABHH), Sociedade Brasileira de Transplante de Medula Óssea (SBTMO), Associazione Italo-Brasiliana di Ematologia (AIBE) e Sociedade Brasileira de Oncologia Pediátrica. Também é membro do corpo editorial da Blood Cells, Molecules, and Diseases, São Paulo Medical Journal e Anemia, e é revisor de diversos periódicos científicos do Brasil, Estados Unidos e Europa, tais como The Lancet, Blood, Haematologica, entre outros.

## Ligações Externas
- Currículo Lattes